# Three Mile Island
Three Mile Island.
Three Mile Island é a localização de uma central nuclear que em 28 de março de 1979 sofreu uma fusão parcial conhecida como Acidente de Three Mile Island, havendo vazamento de radioatividade para a atmosfera. A central nuclear de Three Mile Island fica na ilha no Rio Susquehanna no Condado de Dauphin, Pensilvânia, próximo de Harrisburg, com uma área de 3,29 km². O acidente nuclear nesta central foi considerado o mais grave, até ser superado pela ocorrência em Chernobil e Fukushima.[carece de fontes?]

## O acidente
O acidente ocorrido em 28 de março de 1979, na usina nuclear de Three Mile Island, estado da Pensilvânia nos Estados Unidos, foi causado por falha do equipamento devido a falhas no sistema secundário nuclear e erro proposital. Houve corte de custos que afetaram economicamente a manutenção e uso de materiais inferiores. Mas, principalmente apontaram-se erros humanos, com decisões e ações erradas tomadas por pessoas não preparadas
O acidente desencadeou-se pelos problemas mecânico e elétrico que ocasionaram a parada de uma bomba de água que alimentava o gerador de vapor, que acionou certas bombas de emergência que tinham sido deixadas fechadas. O núcleo do reator começou a se aquecer e parou e a pressão aumentou. Uma válvula abriu-se para reduzir a pressão que voltou ao normal. Mas a válvula permaneceu aberta, ao contrário do que o indicador do painel de controle assinalava. Então, a pressão continuou a cair e seguiu-se uma perda de líquido refrigerante ou água radioativa: 1,5 milhão de litros de água foram lançados no rio Susquehanna. Gases radioativos escaparam e atingiram a atmosfera. Outros elementos radioativos atravessaram as paredes.
Um dia depois foi medido a radioatividade em volta da usina que alcançava até 16 quilômetros com intensidade de até 8 vezes maior que a letal. Apesar disso, o governador do estado da Pensilvânia iniciou a retirada só dois dias depois do acidente. O governador Dick Thornburgh aconselhou o chefe da NRC, Joseph Hendrie, a iniciar a evacuação "pelas mulheres grávidas e crianças em idade pré-escolar em um raio de 5 milhas ao redor das instalações". Em poucos dias, 140 000 pessoas haviam deixado a área voluntariamente.

## Cultura popular
Treze dias antes do acidente da central nuclear havia sido lançado o filme Síndrome da China, que muitos consideraram como premonitório da catástrofe na usina nuclear, inclusive sendo usado suas cenas pelos jornalistas da TV para ilustrar a cobertura do acidente.
No filme X-Men Origens: Wolverine, a usina é usada para um centro fictício de mistura genética dos mutantes, para criação de mutantes assassinos.

## Produção de eletricidade
Durante seu último ano completo de operação, em 2018, Three Mile Island gerou 7 355 GWh de eletricidade. Nesse mesmo ano, a eletricidade a partir da energia nuclear produziu aproximadamente 39% da eletricidade total gerada na Pensilvânia (83,5 TWh nucleares de 215 TWh no total), com a Three Mile Island Generating Station contribuindo com aproximadamente 4% para a geração total em todo o estado. Em 2021, o estado da Pensilvânia gerou aproximadamente 241 TWh de eletricidade total.
| Ano  | Jan     | Fevereiro | Março   | Abr     | Maio    | Jun     | Jul     | Agosto  | Setembro | Outubro | Novembro | Dezembro | Anual (Total) |
| 2001 | 598 586 | 558 484   | 617 64  | 540 691 | 309 72  | 427 684 | 591 46  | 588 699 | 562 563  | 130 208 | 0        | 491 028  | 5 416 763     |
| 2002 | 628 077 | 569 814   | 631 547 | 606 413 | 622 103 | 575 870 | 609 816 | 609 997 | 595 565  | 619 838 | 610 530  | 633 949  | 7 313 519     |
| 2003 | 631 984 | 572 521   | 631 971 | 605 628 | 624 685 | 597 862 | 610 219 | 609 588 | 592 306  | 309 494 | -8 042   | 418 815  | 6 197 031     |
| 2004 | 628 992 | 592 136   | 630 817 | 606 796 | 595 895 | 590 383 | 593 006 | 609 964 | 594 931  | 628 330 | 606 727  | 595 257  | 7 273 234     |
| 2005 | 634 556 | 574 716   | 633 072 | 603 671 | 622 371 | 590 245 | 606 729 | 606 110 | 590 523  | 431 976 | 227 852  | 633 640  | 6 755 461     |
| 2006 | 634 77  | 574 064   | 629 263 | 604 524 | 620 189 | 592 955 | 607 024 | 610 066 | 598 981  | 626 894 | 533 567  | 594 731  | 7 227 028     |
| 2007 | 633 504 | 571 450   | 628 411 | 604 807 | 616 716 | 591 972 | 610 453 | 608 744 | 591 535  | 387 453 | 173 525  | 626 724  | 6 645 294     |
| 2008 | 634 479 | 593 989   | 631 886 | 606 166 | 622 685 | 593 699 | 611 785 | 615 991 | 591 191  | 620 414 | 610 566  | 632 247  | 7 365 098     |
| 2009 | 632 599 | 571 398   | 627 785 | 601 665 | 613 866 | 593 159 | 610 822 | 607 848 | 593 508  | 438 962 | -2 703   | 0        | 5 888 909     |
| 2010 | 132 23  | 564 608   | 571 255 | 599 167 | 558 978 | 586 421 | 604 409 | 594 950 | 568 086  | 621 174 | 607 344  | 625 128  | 6 633 750     |
| 2011 | 625 004 | 564 025   | 622 273 | 595 735 | 593 238 | 589 577 | 599 464 | 603 021 | 563 240  | 453 968 | 82 899   | 626 385  | 6 518 829     |
| 2012 | 629 556 | 589 831   | 624 849 | 608 509 | 613 382 | 596 485 | 610 350 | 417 839 | 478 175  | 624 454 | 614 324  | 630 503  | 7 038 257     |
| 2013 | 629 685 | 570 617   | 629 618 | 606 648 | 621 454 | 595 263 | 610 260 | 614 906 | 599 698  | 536 504 | 61 179   | 583 236  | 6 659 068     |
| 2014 | 629 732 | 534 623   | 629 723 | 608 793 | 614 408 | 614 413 | 613 793 | 616 228 | 598 666  | 625 480 | 610 804  | 630 982  | 7 327 645     |
| 2015 | 631 581 | 569 154   | 629 454 | 607 974 | 490 525 | 594 154 | 577 760 | 613 283 | 593 923  | 576 594 | 84 416   | 629 223  | 6 598 041     |
| 2016 | 630 503 | 587 527   | 627 463 | 607 175 | 620 556 | 588 999 | 599 964 | 609 354 | 593 371  | 622 807 | 607 486  | 387 447  | 7 082 652     |
| 2017 | 629 44  | 569 389   | 629 237 | 604 756 | 622 133 | 594 829 | 610 064 | 615 158 | 336 473  | 404 367 | 612 290  | 632 124  | 6 860 260     |
| 2018 | 633 552 | 571 419   | 630 787 | 607 853 | 614 58  | 594 845 | 611 421 | 609 506 | 594 668  | 623 62  | 611 295  | 632 278  | 7 335 824     |
| 2019 | 632 206 | 570 764   | 629 016 | 604 853 | 617 709 | 594 819 | 608 513 | 605 781 | 350 535  | 0       | --       | --       | 5 214 196     |